# Libkov
Libkov är en ort i Tjeckien.   Den ligger i regionen Plzeň, i den västra delen av landet, 120 km sydväst om huvudstaden Prag. Libkov ligger 575 meter över havet och antalet invånare är 103.
Terrängen runt Libkov är varierad. Runt Libkov är det ganska glesbefolkat, med 28 invånare per kvadratkilometer. Närmaste större samhälle är Klatovy, 12,1 km öster om Libkov. I omgivningarna runt Libkov växer i huvudsak blandskog.